# Rallye Dakar 2015
Navigation
Édition précédente Édition suivante
Le Rallye Dakar 2015 est le 37e Rallye Dakar ; il se déroule pour la septième année consécutive en Amérique du Sud. Le parcours de cette édition est une boucle partant et arrivant à Buenos Aires en traversant le Chili et la Bolivie.

## Participants
Cyril Despres, quintuple vainqueur du rallye en catégorie moto fait ses débuts dans la catégorie auto où cinq anciens vainqueurs du Rallye Dakar sont également au départ : Stéphane Peterhansel (recordman de victoires toutes catégories confondues et dont c'est la 26e participation), Giniel de Villiers, Carlos Sainz, Nasser Al-Attiyah et Nani Roma.
Dans la catégorie moto, le tenant du titre, l'espagnol Marc Coma seul ancien vainqueur, se présente au départ pour tenter de remporter un cinquième titre.

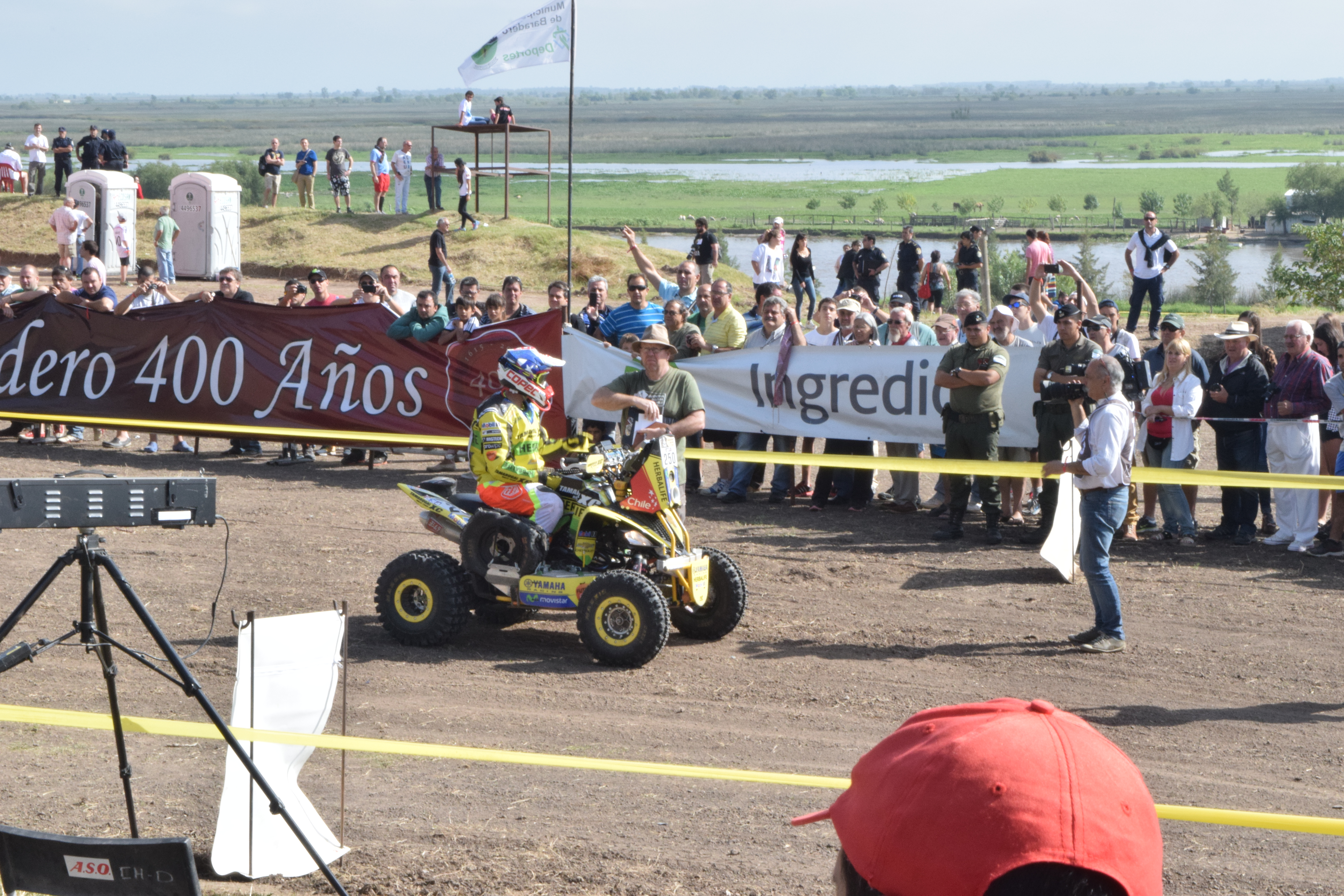
Le Chilien Ignacio Casale au départ de la première étape à Baradero dans la catégorie Quads

| Étape | Motos | Autos | Camions | Quads | Total |
| ----- | ----- | ----- | ------- | ----- | ----- |
| 1     | 161   | 137   | 63      | 45    | 406   |
| 2     | 160   | 135   | 62      | 45    | 402   |
| 3     | 142   | 106   | 59      | 38    | 345   |
| 4     | 136   | 92    | 59      | 37    | 324   |
| 5     | 124   | 85    | 56      | 33    | 298   |
| 6     | 119   | 82    | 53      | 30    | 284   |
| 7     | 115   | 78    | 52      | 24    | 269   |
| 8     | 111   | 76    | 52      | 24    | 263   |
| 9     | 93    | 76    | 52      | 21    | 242   |
| 10    | 84    | 72    | 52      | 21    | 229   |
| 11    | 79    | 69    | 52      | 19    | 219   |
| 12    | 79    | 68    | 52      | 18    | 217   |
| 13    | 79    | 68    | 51      | 18    | 216   |
| F     | 79    | 67    | 43      | 18    | 207   |

### Motos
Principaux engagés :
| Moto                | Équipe                                                | Numéro | Equipage                           |
| ------------------- | ----------------------------------------------------- | ------ | ---------------------------------- |
| KTM 450 Rally       | Red Bull KTM Factory Team                             | 1      | Marc Coma                          |
| KTM 450 Rally       | Red Bull KTM Factory Team                             | 4      | Jordi Viladoms                     |
| KTM 450 Rally       | Red Bull KTM Factory Team                             | 6      | Sam Sunderland                     |
| KTM 450 Rally       | Red Bull KTM Factory Team                             | 11     | Ruben Faria                        |
| KTM 450 Rally       | Red Bull KTM Factory Team                             | 27     | Matthias Walkner                   |
| KTM 450 Rally       | Red Bull KTM Factory Team                             | 59     | Santosh Chunchunguppe Shivashankar |
| KTM 450 Rally       | Orlen Team KTM Rally Factory Team*                    | 8      | Jakub Przygoński                   |
| KTM 450 Rally       | Orlen Team KTM Rally Factory Team*                    | 26     | Toby Price*                        |
| KTM 450 Rally       | Orlen Team KTM Rally Factory Team*                    | 36     | Jakub Piątek                       |
| KTM 450 Rally       | Team Casteu Adventure                                 | 9      | David Casteu                       |
| KTM 450 Rally       | Team Casteu Adventure                                 | 56     | Jean-Christophe Menard             |
| KTM 450 Rally       | Team Casteu Adventure                                 | 62     | Romain Souvignet                   |
| KTM 450 Rally       | Team Casteu Adventure                                 | 108    | Charles Monier                     |
| KTM 450 Rally       | Team Casteu Adventure                                 | 111    | Charles Cuypers                    |
| KTM 450 Rally       | Team Casteu Adventure                                 | 133    | Thierry Domenach                   |
| KTM 450 Rally       | Slovakia Team                                         | 18     | Stefan Svitko                      |
| KTM 450 Rally       | Broadlink KTM Rally Team                              | 20     | Riaan van Niekerk                  |
| KTM 450 Rally       | Jakes Dakar Team                                      | 21     | Ivan Jakeš                         |
| KTM 450 Rally       | Chaco Salvatierra Racing                              | 28     | Juan Carlos Salvatierra            |
| KTM 450 Rally       | Chaco Salvatierra Racing                              | 32     | Paolo Ceci                         |
| KTM 450 Rally       | Cabal Service / Caballero Rally Service               | 31     | Pablo Quintanilla                  |
| KTM 450 Rally       | Cabal Service / Caballero Rally Service               | 78     | Pablo Oscar Pascual                |
| KTM 450 Rally       | Cabal Service / Caballero Rally Service               | 87     | Marco Reinike                      |
| KTM 450 Rally       | Cabal Service / Caballero Rally Service               | 90     | Enrique Guzman                     |
| KTM 450 Rally       | Cabal Service / Caballero Rally Service               | 109    | Jorge Lacunza                      |
| KTM 450 Rally       | Cabal Service / Caballero Rally Service               | 121    | Humphrey Sennvanbasel              |
| KTM 450 Rally       | Tamarugal XC Rally Team                               | 33     | Claudio Rodriguez                  |
| KTM 450 Rally       | MRG SP Moto                                           | 34     | David Pabiška                      |
| KTM 450 Rally       | MRG SP Moto                                           | 151    | Milan Engel                        |
| KTM 450 Rally       | Inotherm Racing                                       | 35     | Miran Stanovnik                    |
| KTM 450 Rally       | Team Hans Vogels                                      | 37     | Hans Vogels                        |
| KTM 450 Rally       | Team Hans Vogels                                      | 84     | Sjaak Martens                      |
| KTM 450 Rally       | Swedish Armed Forces (malle moto)                     | 38     | Thomas Berglund                    |
| KTM 450 Rally       | Autonet Motorcycle Team                               | 49     | Emanuel Gyenes                     |
| KTM 450 Rally       | Barth Racing                                          | 160    | Ondrej Klymciw                     |
| Honda CRF 450 Rally | Team HRC                                              | 2      | Joan Barreda Bort                  |
| Honda CRF 450 Rally | Team HRC                                              | 5      | Helder Rodrigues                   |
| Honda CRF 450 Rally | Team HRC                                              | 7      | Paulo Gonçalves                    |
| Honda CRF 450 Rally | Team HRC                                              | 12     | Jeremías Israel                    |
| Honda CRF 450 Rally | Team HRC                                              | 29     | Laia Sanz                          |
| Honda CRF 450 Rally | Honda South America Rally Team                        | 16     | Daniel Gouet                       |
| Honda CRF 450 Rally | Honda South America Rally Team                        | 22     | Javier Pizzolito                   |
| Honda CRF 450 Rally | Honda South America Rally Team                        | 24     | Jean de Azevedo                    |
| Honda CRF 450 Rally | Honda South America Rally Team                        | 42     | Pablo Rodriguez                    |
| Honda CRF 450 Rally | Honda South America Rally Team                        | 77     | Demian Guiral                      |
| Yamaha 450          | Yamaha Factory Racing Rally Team Yamalube Yamaha HFP* | 3      | Olivier Pain                       |
| Yamaha 450          | Yamaha Factory Racing Rally Team Yamalube Yamaha HFP* | 17     | Michaël Metge                      |
| Yamaha 450          | Yamaha Factory Racing Rally Team Yamalube Yamaha HFP* | 19     | Alessandro Botturi                 |
| Yamaha 450          | Yamaha Factory Racing Rally Team Yamalube Yamaha HFP* | 44     | Xavier de Soultrait*               |
| Yamaha 450          | Yamaha Factory Racing Rally Team Yamalube Yamaha HFP* | 45     | Bruno da Costa*                    |
| Yamaha 450          | JVO Racing                                            | 10     | Juan Pedrero                       |
| Yamaha 450          | JVO Racing                                            | 30     | Marc Guasch                        |
| Yamaha 450          | JVO Racing                                            | 80     | Juan Esteban Sarmiento             |
| Yamaha 450          | JVO Racing                                            | 102    | Sebastian Alberto Urquia           |
| Yamaha 450          | JVO Racing                                            | 154    | Marc Pedrola                       |
| Yamaha 450          | Yamaha Netherlands Verhoeven Team                     | 15     | Frans Verhoeven                    |
| Yamaha 450          | Yamaha Netherlands Verhoeven Team                     | 39     | Robert van Pelt                    |
| Yamaha 450          | Team Predrega                                         | 79     | Txomin Arana                       |
| Sherco TVS S6540EN  | Sherco TVS Rally Factory                              | 14     | Alain Duclos                       |
| Sherco RTR 450      | Sherco TVS Rally Factory                              | 25     | Fabien Planet                      |
| Sherco RTR 450      | Sherco TVS Rally Factory                              | 71     | Florent Vayssade                   |
| Sherco RTR 450      | Sherco TVS Rally Factory                              | 88     | Franck Verhoestraete               |
| GasGas EC 450 Rally | Gas Gas JVO Dakar Team                                | 23     | Gerard Farrés                      |
| GasGas EC 450 Rally | Gas Gas JVO Dakar Team                                | 47     | Daniel Oliveras Carreras           |
| GasGas FS 45 YO     | Gas Gas JVO Dakar Team                                | 150    | Matteo Casuccio                    |
| Kawasaki KXF 450    | Kawasaki RPM                                          | 52     | Diego Demelchori                   |
| Kawasaki KXF 450    | Kawasaki RPM                                          | 60     | Patricio Cabrera                   |
| Kawasaki KXF 450    | Kawasaki RPM                                          | 74     | German Fernandez                   |
| Kawasaki KXF 450    | Kawasaki RPM                                          | 98     | Cristobal Guldman                  |
| Kawasaki KXF 450    | Kawasaki RPM                                          | 161    | Esteban Lopez                      |
| Kawasaki KLX 450    | Kawasaki RPM                                          | 92     | Juan Sebastian Toro                |
| Kawasaki KLX 450    | Kawasaki RPM                                          | 155    | Juan Suarez                        |
| Kawasaki KLX 450    | Kawasaki RPM                                          | 162    | Guido Martinelli                   |

### Quads
Principaux engagés :
| Quad            | Équipe                                | Numéro | Equipage            |
| --------------- | ------------------------------------- | ------ | ------------------- |
| Yamaha Raptor   | Sonik Team                            | 251    | Rafal Sonik         |
| Yamaha Raptor   | Jianming Racing                       | 252    | Sergio Lafuente     |
| Yamaha Raptor   | Mendoza Espiritu Grande               | 255    | Sebastian Halpern   |
| Yamaha Raptor   | Sanabria Dakar Team                   | 256    | Nelson Sanabria     |
| Yamaha Raptor   | Sanabria Dakar Team                   | 268    | Giuliano Giordana   |
| Yamaha Raptor   | Team Quad Aventures                   | 260    | Christophe Declerck |
| Yamaha Raptor   | Consultores de Empresas               | 261    | Jeremías González   |
| Yamaha Raptor   | Team Al Desert                        | 262    | Sergey Karyakin     |
| Yamaha Raptor   | Gaston Gonzalez Racing Team           | 269    | Gastón González     |
| Yamaha Raptor   | Charrua Racing Team                   | 273    | Mauro Almeida       |
| Yamaha Raptor   | Team Rhide SA                         | 275    | Brian Baragwanath   |
| Yamaha Raptor   | Team Rhide SA                         | 286    | Willem Saaijman     |
| Yamaha Raptor   | Tamarugal XC Rally Team               | 250    | Ignacio Casale      |
| Yamaha Raptor   | Tamarugal XC Rally Team               | 254    | Victor Gallegos     |
| Can-Am Renegade | Tamarugal XC Rally Team               | 257    | Sebastian Palma     |
| Can-Am Renegade | Mazzucco Can-Am Team                  | 263    | Daniel Mazzucco     |
| Can-Am Renegade | Mazzucco Can-Am Team                  | 279    | Lucas Innocente     |
| Can-Am Renegade | Mazzucco Can-Am Team                  | 284    | Eugenio Favre       |
| Can-Am Renegade | Mazzucco Can-Am Team                  | 285    | Javier Fernández    |
| Can-Am Renegade | Mazzucco Can-Am Team                  | 291    | Sergio Mita         |
| Can-Am Renegade | Mazzucco Can-Am Team                  | 295    | Andres Suguita      |
| Can-Am Renegade | Team Can-Am                           | 277    | Ricardo Vinet       |
| Honda TRX       | Maxxis Dakar Team powered by Super B  | 253    | Mohamed Abu Issa    |
| Honda TRX       | Maxxis Dakar Team powered by Super B  | 274    | Kees Koolen         |
| Honda TRX       | MEC Team Equipo YPF Elaion Moto Rally | 258    | Lucas Bonetto       |
| Honda TRX       | MEC Team Equipo YPF Elaion Moto Rally | 265    | Santiago Hansen     |
| Honda TRX       | MEC Team Equipo YPF Elaion Moto Rally | 270    | Daniel Domaszewski  |
| Honda TRX       | MEC Team Equipo YPF Elaion Moto Rally | 272    | Pablo Copetti       |
| Honda TRX       | MEC Team Equipo YPF Elaion Moto Rally | 283    | Walter Nosiglia     |

### Autos
Principaux engagés :
| Auto                      | Équipe                                             | Numéro | Equipage                                        |
| ------------------------- | -------------------------------------------------- | ------ | ----------------------------------------------- |
| Mini All4 Racing          | XDakar                                             | 316    | Erik van Loon / Wouter Rosegaar                 |
| Mini All4 Racing          | Astana Dakar Team                                  | 329    | Aidyn Rakhimbayev / Anton Nikolaev              |
| Mini All4 Racing          | X-Raid Team                                        | 300    | Nani Roma / Michel Périn                        |
| Mini All4 Racing          | X-Raid Team                                        | 301    | Nasser Al-Attiyah / Matthieu Baumel             |
| Mini All4 Racing          | X-Raid Team                                        | 305    | Orlando Terranova / Bernardo Graue              |
| Mini All4 Racing          | X-Raid Team                                        | 307    | Krzysztof Holowczyc / Xavier Panseri            |
| Mini All4 Racing          | X-Raid Team                                        | 310    | Vladimir Vasilyev / Konstantin Zhiltsov         |
| Mini All4 Racing          | X-Raid Team                                        | 319    | Boris Garafulic / Filipe Palmeiro               |
| Mini All4 Racing          | X-Raid Team                                        | 332    | Yong Zhou / Andreas Schulz                      |
| Mini All4 Racing          | X-Raid Team                                        | 334    | Stephan Schott / Holm Schmidt                   |
| Buggy                     | X-Raid Team                                        | 323    | Guerlain Chicherit / Alexandre Winocq           |
| Peugeot 2008 DKR          | Team Peugeot Total                                 | 302    | Stéphane Peterhansel / Jean-Paul Cottret        |
| Peugeot 2008 DKR          | Team Peugeot Total                                 | 304    | Carlos Sainz / Lucas Cruz                       |
| Peugeot 2008 DKR          | Team Peugeot Total                                 | 322    | Cyril Despres / Gilles Picard                   |
| Toyota Hilux              | Overdrive Toyota Toyota Imperial Team South Africa | 303    | Giniel de Villiers / Dirk Von Zitzewitz         |
| Toyota Hilux              | Overdrive Toyota Toyota Imperial Team South Africa | 309    | Christian Lavieille / Pascal Maimon             |
| Toyota Hilux              | Overdrive Toyota Toyota Imperial Team South Africa | 311    | Marek Dabrowski / Jacek Czachor                 |
| Toyota Hilux              | Overdrive Toyota Toyota Imperial Team South Africa | 313    | Lucio Álvarez / Roberto Patti                   |
| Toyota Hilux              | Overdrive Toyota Toyota Imperial Team South Africa | 315    | Bernhard ten Brinke / Tom Colsoul               |
| Toyota Hilux              | Overdrive Toyota Toyota Imperial Team South Africa | 325    | Yazeed Al-Rajhi / Timo Gottschalk               |
| Toyota Hilux              | Overdrive Toyota Toyota Imperial Team South Africa | 327    | Leeroy Poulter / Robert Howie                   |
| Toyota Hilux              | Overdrive Toyota Toyota Imperial Team South Africa | 331    | Geoffrey Olholm / Édouard Boulanger             |
| Toyota Hilux              | Overdrive Toyota Toyota Imperial Team South Africa | 340    | Bauyrzhan Issabayev / Vladimir Demyanenko       |
| Toyota Hilux              | General Financing - Autopaslauga by Pitlane        | 339    | Benediktas Vanagas / Andrei Rudnitski           |
| Toyota Hilux              | RaidLynx                                           | 362    | Jérôme Pelichet / Eugenie Decre                 |
| Toyota Hilux              | PEC Team                                           | 374    | Evgeny Firsov / Vadim Filatov                   |
| Toyota Hilux              | South Racing                                       | 341    | Nazareno Lopez / Vitor Dinis Carita de Jesus    |
| Toyota Hilux              | South Racing                                       | 377    | Fernando Álvarez / Luciano Gennoni              |
| Ford Ranger               | South Racing                                       | 317    | Federico Villagra / Andres Memi                 |
| Volkswagen Amarok         | South Racing                                       | 335    | Adrian Yacopini / Ricardo Torlaschi             |
| Toyota Hilux              | Cummins France                                     | 366    | Rainer Wissmanns / Fabrice Roche                |
| Buggy LCR30               | Cummins France                                     | 326    | Patrick Sireyjol / François-Xavier Beguin       |
| Buggy LCR30               | Cummins France                                     | 406    | Yannick Comanagnac / Herve Lavergne             |
| Mitsubishi ASX Racing     | Mitsubishi Brasil                                  | 306    | Carlos Sousa / Paulo Fiúza                      |
| Mitsubishi ASX Racing     | Mitsubishi Brasil                                  | 324    | Guilherme Spinelli / Youssef Haddad             |
| Buggy Gordini             | Speed Energy Racing                                | 308    | Robby Gordon / Johnny Campbell                  |
| SMG Original              | SMG                                                | 312    | Philippe Gache / Jean-Pierre Garcin             |
| SMG Original              | SMG                                                | 318    | Adam Malysz / Rafał Marton                      |
| SMG Original              | SMG                                                | 320    | Ronan Chabot / Gilles Pillot                    |
| Renault Duster            | Renault Duster Team                                | 316    | Emiliano Spataro / Benjamin Lozada              |
| Renault Duster            | Renault Duster Team                                | 337    | José Garcia / Mauricio Malano                   |
| Renault Duster            | Renault Duster Team                                | 408    | Fernando Luis Bradach / Roberto Samuel Corvalan |
| MD Optimus                | MD Rallye Sport                                    | 321    | Pascal Thomasse / Pascal Larroque               |
| MD Optimus                | MD Rallye Sport                                    | 330    | Romain Dumas / François Borsotto                |
| MD Optimus                | MD Rallye Sport                                    | 333    | Pierre Lachaume / Jean Brucy                    |
| MD Optimus                | MD Rallye Sport                                    | 367    | Albert Llovera / Álex Haro Bravo                |
| MD Optimus                | MD Rallye Sport                                    | 370    | Dominique Housieaux / Jean-Michel Polato        |
| MD Optimus                | MD Rallye Sport                                    | 371    | Guillaume Gomez / Jean-Luc Martin               |
| MD Optimus                | MD Rallye Sport                                    | 376    | Jean-Pierre Strugo / Christophe Crespo          |
| MD Optimus                | MD Rallye Sport                                    | 412    | Jérémie Choiseau / Arnaud Bonningue             |
| Mercedes Prototipo Colcar | Colcar Racing Team                                 | 336    | Juan Silva / Juan Pablo Sisterna                |
| Mercedes Prototipo Colcar | Colcar Racing Team                                 | 382    | Martin Maldonado / Sebastian Scholz Vergnolle   |
| SAM-Mercedes ML 3.0       | Tamarugal XC Rally Team                            | 342    | Rodrigo Moreno / Jorge Araya                    |
| SAM-Mercedes ML 3.0       | Tamarugal XC Rally Team                            | 378    | Omar Campillay / Maurice Maurin Arevalo         |
| SAM-Mercedes ML 3.0       | Tamarugal XC Rally Team                            | 389    | Javier Campillay / Juan Pablo Rodríguez         |
| Nissan Navarra            | Prodakar                                           | 352    | Jurgen Schroder / Danïel Schroder               |
| Nissan Navarra            | Prodakar                                           | 383    | Johan van Staden / Mike Lawrenson               |
| Nissan Navarra            | BAMP                                               | 360    | Ricardo Leal dos Santos / Maykel Justo          |

### Camions
Principaux engagés :
| Camion              | Équipe                      | Numéro | Equipage                                                        |
| ------------------- | --------------------------- | ------ | --------------------------------------------------------------- |
| Kamaz 4326          | Kamaz - Master              | 500    | Andrey Karginov / Andrey Mokeev / Igor Leonov                   |
| Kamaz 4326          | Kamaz - Master              | 502    | Eduard Nikolaev / Evgeny Yakovlev / Ruslan Akhmadeev            |
| Kamaz 4326          | Kamaz - Master              | 507    | Ayrat Mardeev / Aydar Belyaev / Dmitriy Svistunov               |
| Kamaz 4326          | Kamaz - Master              | 520    | Dmitry Sotnikov / Igor Devyatkin / Andrey Aferin                |
| Iveco Powerstar     | Team de Rooy Iveco          | 501    | Gerard de Rooy / Darek Rodewald / Jurgen Damen                  |
| Iveco Powerstar     | Team de Rooy Iveco          | 504    | Hans Stacey / Serge Bruynkens / Bernard der Kinderen            |
| Iveco Trakker       | Team de Rooy Iveco          | 509    | Pep Vila / Xavi Colome / Michel Huisman                         |
| Man TGA             | Eurol / Veka Man Rally Team | 503    | Aleš Loprais / Ferran Marco Alcayna / Jan van der Vaet          |
| Man TGA             | Eurol / Veka Man Rally Team | 508    | Marcel van Vliet / Marcel Pronk / Artur Klein                   |
| Man TGA             | Eurol / Veka Man Rally Team | 523    | Steven Rotsaert / Dirk den Dooven / Peter Bell                  |
| Man TGA             | Eurol / Veka Man Rally Team | 549    | Dave Ingels / Michel van de Sande / Benny Raes                  |
| Tatra 815           | Tatra Buggyra Racing        | 506    | Martin Kolomý / Rene Kilián / David Kilián                      |
| Tatra T163          | Bonver Dakar Project        | 515    | Artur Ardavichus / Alexey Nikizhev / Daniel Kozlowsky           |
| Tatra T163          | Bonver Dakar Project        | 517    | Tomáš Vratný / Milan Holan / Jaroslav Miškolci                  |
| Tatra T16B          | Lotto Team                  | 539    | Jan Robert Szustkowski / Jaroslaw Kazberuk / Filip Škrobánek    |
| Maz 5309RR          | Maz - Sportauto             | 510    | Siarhei Viazovich / Pavel Haranin / Andrei Zhyhulin             |
| Maz 5309RR          | Maz - Sportauto             | 535    | Aleksandr Vasilevski / Valery Kazlouski / Anton Zaparoshchanka  |
| Maz 5309RR          | Maz - Sportauto             | 560    | Uladzimir Vasileuski / Dzmitry Vikhrenka / Aliaksei Neviarovich |
| Ginaf X2222         | Ginaf Rally Service         | 511    | Wulfert van Ginkel / Hugo Kupper / Bert van Donkelaar           |
| Ginaf X2222         | Ginaf Rally Service         | 522    | Jos Smink / Peter Stijkel / Peter Nieuwenburg                   |
| Ginaf X2222         | Ginaf Rally Service         | 528    | Edwin van Ginkel / Herman Vaanholt / Emiel Megens               |
| Ginaf X2222         | Ginaf Rally Service         | 534    | Claudio Bellina / Giulio Minelli / Massimo Suardi               |
| Ginaf X2222         | Ginaf Rally Service         | 540    | Gerrit van Werven / Ed Wigman / Gerrit Zuurmond                 |
| Ginaf X2222         | Ginaf Rally Service         | 562    | Jan Lammers / Daniel Bruinsma / Sven Vogelaar                   |
| Renault Trucks K520 | Mammoet Rallysport          | 513    | Martin van den Brink / Peter Willemsen / Rijk Mouw              |
| Renault Trucks K520 | Mammoet Rallysport          | 519    | Pascal de Baar / Wouter de Graaff / Martin Roesink              |
| Daf CF              | XDakar                      | 514    | Frits van Eerd / Charly Gotlib / Peter Vervoort                 |
| Daf CF              | XDakar                      | 527    | Peter van den Bosch / Marcel Huigevoort / Lambertus Gloudemans  |
| Daf CF              | XDakar                      | 529    | Eimbert Timmermans / Eric Verhagen / Nick Verhoeven             |
| Daf CF              | DakarSpeed                  | 521    | Maurik van den Heuvel / Peter Kuijpers / Wilko van Oort         |
| Daf CF              | Schoones Dakar              | 531    | Aart Schoones / Gert-Jan Schoones / Enrico van der Donk         |
| Daf CF              | Tontrans Dakar              | 532    | Ton van Genugten / Anton van Limpt / Eric van Gemert            |
| Hino 500 Series     | Hino Team Sugawara          | 516    | Teruhito Sugawara / Hiroyuki Sugiura                            |
| Hino 500 Series     | Hino Team Sugawara          | 528    | Yoshimasa Sugawara / Katsumi Hamura / Yoko Wakabayashi          |
| Liaz 111.154        | KM Racing Team              | 525    | Martin Macik / Miroslav Janáček / Michal Mrkva                  |

## Étapes
Ne sont indiquées que les distances des spéciales chronométrées.
| #  | Date            | Départ              | Arrivée             | Moto                       | Quad                       | Auto                       | Camion                     |
| -- | --------------- | ------------------- | ------------------- | -------------------------- | -------------------------- | -------------------------- | -------------------------- |
| 1  | dim. 4 janvier  | Buenos Aires        | Villa Carlos Paz    | 175 km                     | 175 km                     | 170 km                     | 175 km                     |
| 2  | lun. 5 janvier  | Villa Carlos Paz    | San Juan            | 518 km                     | 518 km                     | 518 km                     | 331 km                     |
| 3  | mar. 6 janvier  | San Juan            | Chilecito           | 220 km                     | 220 km                     | 284 km                     | 284 km                     |
| 4  | mer. 7 janvier  | Chilecito           | Copiapo             | 315 km                     | 315 km                     | 315 km                     | 174 km                     |
| 5  | jeu. 8 janvier  | Copiapo             | Antofagasta         | 458 km                     | 458 km                     | 458 km                     | 458 km                     |
| 6  | ven. 9 janvier  | Antofagasta         | Iquique             | 318 km                     | 318 km                     | 277 km                     | 277 km                     |
| 7a | sam. 10 janvier | Iquique             | Uyuni               | Journée de repos à Iquique | Journée de repos à Iquique | 321 km                     | 335 km                     |
| 7b | dim. 11 janvier | Uyuni - Iquique     | Uyuni - Iquique     | 321 km                     | 321 km                     | 784 km                     | 273 km                     |
| 8  | lun. 12 janvier | Uyuni               | Iquique             | 784 km                     | 784 km                     | Journée de repos à Iquique | Journée de repos à Iquique |
| 9  | mar. 13 janvier | Iquique             | Calama              | 450 km                     | 450 km                     | 450 km                     | 450 km                     |
| 10 | mer. 14 janvier | Calama              | Salta               | 371 km                     | 371 km                     | 358 km                     | 358 km                     |
| 11 | jeu. 15 janvier | Salta               | Termas de Rio Hondo | 357 km                     | 357 km                     | 194 km                     | 194 km                     |
| 12 | ven. 16 janvier | Termas de Rio Hondo | Rosario             | 298 km                     | 298 km                     | 298 km                     | 298 km                     |
| 13 | sam. 17 janvier | Rosario             | Buenos Aires        | 174 km                     | 174 km                     | 174 km                     | 174 km                     |

## Vainqueurs d'étapes
| #  | Date            | Départ              | Arrivée             | Moto              | Auto              | Quad                | Camion          |
| -- | --------------- | ------------------- | ------------------- | ----------------- | ----------------- | ------------------- | --------------- |
| 1  | dim. 4 janvier  | Buenos Aires        | Villa Carlos Paz    | Sam Sunderland    | Orlando Terranova | Ignacio Casale      | Hans Stacey     |
| 2  | lun. 5 janvier  | Villa Carlos Paz    | San Juan            | Joan Barreda Bort | Nasser Al Attiyah | Ignacio Casale      | Eduard Nikolaev |
| 3  | mar. 6 janvier  | San Juan            | Chilecito           | Matthias Walkner  | Orlando Terranova | Lucas Bonetto       | Eduard Nikolaev |
| 4  | mer. 7 janvier  | Chilecito           | Copiapo             | Joan Barreda Bort | Nasser Al Attiyah | Rafal Sonik         | Ayrat Mardeev   |
| 5  | jeu. 8 janvier  | Copiapo             | Antofagasta         | Marc Coma         | Vladimir Vasilyev | Rafal Sonik         | Eduard Nikolaev |
| 6  | ven. 9 janvier  | Antofagasta         | Iquique             | Hélder Rodrigues  | Nasser Al Attiyah | Ignacio Casale      | Eduard Nikolaev |
| 7a | sam. 10 janvier | Iquique             | Uyuni               | Jour de repos     | Orlando Terranova | Jour de repos       | Aleš Loprais    |
| 7b | dim. 11 janvier | Uyuni - Iquique     | Uyuni - Iquique     | Paulo Gonçalves   | Yazeed Al-Rajhi   | Nelson Sanabria     | Eduard Nikolaev |
| 8  | lun. 12 janvier | Uyuni               | Iquique             | Pablo Quintanilla | Jour de repos     | Jeremías González   | Jour de repos   |
| 9  | mar. 13 janvier | Iquique             | Calama              | Hélder Rodrigues  | Nani Roma         | Víctor Gallegos     | Ayrat Mardeev   |
| 10 | mer. 14 janvier | Calama              | Salta               | Joan Barreda Bort | Nasser Al Attiyah | Nelson Sanabria     | Eduard Nikolaev |
| 11 | jeu. 15 janvier | Salta               | Termas de Rio Hondo | Ivan Jakeš        | Nasser Al Attiyah | Christophe Declerck | Hans Stacey     |
| 12 | ven. 16 janvier | Termas de Rio Hondo | Rosario             | Toby Price        | Orlando Terranova | Christophe Declerck | Hans Stacey     |
| 13 | sam. 17 janvier | Rosario             | Buenos Aires        | Ivan Jakeš        | Robby Gordon      | Willem Saaijman     | Hans Stacey     |

## Classements finaux

### Motos
| Pos. | Pilote            | Constructeur | Temps            | Écart            |
| ---- | ----------------- | ------------ | ---------------- | ---------------- |
| 1    | Marc Coma         | KTM          | 46 h 03 min 49 s | —                |
| 2    | Paulo Gonçalves   | Honda        | 46 h 20 min 42 s | +16 min 53 s     |
| 3    | Toby Price        | KTM          | 46 h 27 min 03 s | +23 min 14 s     |
| 4    | Pablo Quintanilla | KTM          | 46 h 42 min 27 s | +38 min 38 s     |
| 5    | Stefan Svitko     | KTM          | 46 h 48 min 06 s | +44 min 17 s     |
| 6    | Ruben Faria       | KTM          | 48 h 01 min 39 s | +1 h 57 min 50 s |
| 7    | David Casteu      | KTM          | 48 h 04 min 03 s | +2 h 00 min 14 s |
| 8    | Ivan Jakeš        | KTM          | 48 h 22 min 07 s | +2 h 18 min 18 s |
| 9    | Laia Sanz         | Honda        | 48 h 28 min 10 s | +2 h 24 min 21 s |
| 10   | Olivier Pain      | Yamaha       | 49 h 12 min 58 s | +3 h 09 min 09 s |

### Autos
| Pos. | Pilote              | Copilote            | Constructeur | Temps            | Écart            |
| ---- | ------------------- | ------------------- | ------------ | ---------------- | ---------------- |
| 1    | Nasser Al-Attiyah   | Mathieu Baumel      | Mini         | 40 h 32 min 25 s | —                |
| 2    | Giniel de Villiers  | Dirk Von Zitzewitz  | Toyota       | 41 h 07 min 59 s | +35 min 34 s     |
| 3    | Krzysztof Holowczyc | Xavier Panseri      | Mini         | 42 h 04 min 26 s | +1 h 32 min 01 s |
| 4    | Erik van Loon       | Wouter Rosegaar     | Mini         | 43 h 34 min 17 s | +3 h 01 min 52 s |
| 5    | Vladimir Vasilyev   | Konstantin Zhiltsov | Mini         | 43 h 45 min 06 s | +3 h 12 min 41 s |
| 6    | Christian Lavieille | Pascal Maimon       | Toyota       | 43 h 48 min 23 s | +3 h 15 min 58 s |
| 7    | Bernhard ten Brinke | Tom Colsoul         | Toyota       | 44 h 14 min 27 s | +3 h 42 min 02 s |
| 8    | Carlos Sousa        | Paulo Fiúza         | Mitsubishi   | 44 h 17 min 24 s | +3 h 44 min 59 s |
| 9    | Aidyn Rakhimbayev   | Anton Nikolaev      | Mini         | 44 h 41 min 09 s | +4 h 08 min 44 s |
| 10   | Ronan Chabot        | Gilles Pillot       | SMG          | 45 h 15 min 01 s | +4 h 42 min 36 s |

### Quads
| Pos. | Pilote              | Constructeur | Temps            | Écart             |
| ---- | ------------------- | ------------ | ---------------- | ----------------- |
| 1    | Rafał Sonik         | Yamaha       | 57 h 18 min 39 s | —                 |
| 2    | Jeremías González   | Yamaha       | 60 h 13 min 29 s | +2 h 54 min 50 s  |
| 3    | Walter Nosiglia     | Honda        | 61 h 01 min 35 s | +3 h 42 min 56 s  |
| 4    | Nelson Sanabria     | Yamaha       | 61 h 28 min 36 s | +4 h 09 min 57 s  |
| 5    | Christophe Declerck | Yamaha       | 63 h 07 min 19 s | +5 h 48 min 40 s  |
| 6    | Daniel Domaszewski  | Honda        | 65 h 54 min 49 s | +8 h 36 min 10 s  |
| 7    | Sebastián Palma     | Can-Am       | 67 h 48 min 53 s | +10 h 30 min 14 s |
| 8    | Santiago Hansen     | Honda        | 70 h 43 min 09 s | +13 h 24 min 30 s |
| 9    | Willem Saaijman     | Yamaha       | 70 h 47 min 17 s | +13 h 28 min 38 s |
| 10   | André Suguita       | Can-Am       | 79 h 39 min 53 s | +22 h 21 min 14 s |

### Camions
| Pos. | Pilote               | Copilotes                             | Camion | Temps            | Écart            |
| ---- | -------------------- | ------------------------------------- | ------ | ---------------- | ---------------- |
| 1    | Ayrat Mardeev        | Aydar Belyaev Dimitriy Svistunov      | Kamaz  | 42 h 22 min 01 s | —                |
| 2    | Eduard Nikolaev      | Evgeny Yakovlev Ruslan Akhmadeev      | Kamaz  | 42 h 35 min 53 s | +13 min 52 s     |
| 3    | Andrey Karginov      | Andrey Mokeev Igor Leonov             | Kamaz  | 43 h 13 min 01 s | +51 min 00 s     |
| 4    | Aleš Loprais         | Ferran Marco Jan van der Vaet         | MAN    | 44 h 18 min 38 s | +1 h 56 min 37 s |
| 5    | Dmitry Sotnikov      | Igor Devyatkin Andrey Aferin          | Kamaz  | 44 h 46 min 33 s | +2 h 24 min 32 s |
| 6    | Hans Stacey          | Serge Bruynkens Bernard der Kinderen  | Iveco  | 44 h 51 min 30 s | +2 h 29 min 29 s |
| 7    | Martin Kolomý        | David Kilián René Kilián              | Tatra  | 46 h 29 min 30 s | +4 h 07 min 29 s |
| 8    | Marcel van Vliet     | Marcel Pronk Artur Klein              | MAN    | 46 h 41 min 42 s | +4 h 19 min 41 s |
| 9    | Gerard de Rooy       | Darek Rodewald Jurgen Damen           | Iveco  | 49 h 30 min 42 s | +7 h 08 min 41 s |
| 10   | Aleksandr Vasilevski | Valery Kazlouski Anton Zaparoshchanka | MAZ    | 49 h 31 min 00 s | +7 h 08 min 59 s |

## Accident
Lors de la 3e étape, le motard polonais Michał Hernik trouve la mort. Il s'agit du 24e concurrent à trouver la mort depuis le début du rallye en 1979,. Selon les premières constatations, il serait mort d'hyperthermie et de déshydratation.